# 张玉香
张玉香（1953年3月—），女，吉林九台人，中华人民共和国政治人物，中国共产党党员。吉林大学经济系政治经济学专业毕业，中共中央党校经济学专业在职研究生学历。

## 生平
张玉香历任农业部主任科员、副处长、处长、副司长、司长、总经济师等职。2011年6月任农业部党组成员、部妇工委主任。